# Stockslycke Spelmän
Stockslycke Spelmän var en svensk folkmusikgrupp från Alingsås som spelade folkmusik och gammeldans från Västergötland. Gruppen bildades av Dan Alfredson, Per Johansson, Uno Eliasson och Bengt Alfredson. Den var verksam under 1970-talet då man gav ut flera skivor med folkmusik och gammeldanslåtar. 
Namnet hämtade gruppen från stadsdelen Stockslycke i östra Alingsås, där de grundande medlemmarna hade vuxit upp eller bodde under en viss tid. Under sin verksamma tid medverkade Stockslycke Spelmän såväl i radio och tv, som gäster i programmet Nygammalt. Även om repertoaren hade lokal traditionell folkmusik i fokus spelade man även populära gammeldanslåtar och komponerade egen musik, som Alingsåshambo från deras andra album.

## Medlemmar[3]
- Dan Alfredson (1926-2011, dragspel, enradigt dragspel, fiol)
- Per ”Pelle” Johansson (född 1947, fiol, nyckelharpa)[4]
- Uno Eliasson (född 1946, fiol)[4]
- Bengt Alfredson (1937-2017, gitarr)[5]
- Inger Aronsson Johansson (född 1950, fiol, mandolin, cello)[4]
- Tommy Gustavsson (elbas)

## Diskografi
- 1973 - Spelmanslåtar från Västergötland (LP och kassett, album, inspelad 28 juni)
- 1977 - Gammeldans i Västergötland (LP, album)

## Efter 1970-talet
När Stockslycke Spelmän upplöstes i slutet av 1970-talet fortsatte tre av medlemmarna – Inger Aronsson Johansson, Per “Pelle” Johansson och Uno Eliasson – att spela tillsammans och fördjupa sitt engagemang i den västsvenska folkmusiktraditionen. Trion blev under följande decennier viktiga gestalter i Västsveriges spelmansliv och bland annat initiativtagare och arrangörer av spel- och dansträffar runt Alingsås, som hållits två gånger per år sedan början av 1980-talet. De har regelbundet öppnat sitt hem som mötesplats, kurslokal och övningsrum för både unga och äldre med folkmusikintresse.
Utöver musicerandet har de dokumenterat lokala musik- och danstraditioner, särskilt fläckpolskor, genom intervjuer, uppteckningar och filminspelningar – tillsammans med folkdansarna Anita och Roland Widell, Ingrid och Thomas Strömvall, och Gert och Ingela Eriksson. En del av detta material finns utgivet på DVD genom Västergötlands Spelmansförbund, och till viss del även tillgängligt på YouTube. I DVD-materialet spelar även Pelles och Ingers son, riksspeleman Pers Nils Toft.
Aronsson Johansson, som också varit musiklärare på Alingsås kulturskola i över fyra decennier, har undervisat flera generationer i folkmusik och ensemblespel. Johansson och Eliasson, båda autodidakter på fiol, har med fört traditionen vidare i många spelmanssammanhang. År 1995 fick trion motta det nyinstiftade Alingsås kulturpris (senare kallat Alingsås kulturstipendium) för sina insatser i traktens musikliv.  År 2018 tilldelades samtliga tre hedersmedlemskap i Västergötlands Spelmansförbund för sina insatser.